# Зайсанская нефтегазоносная область

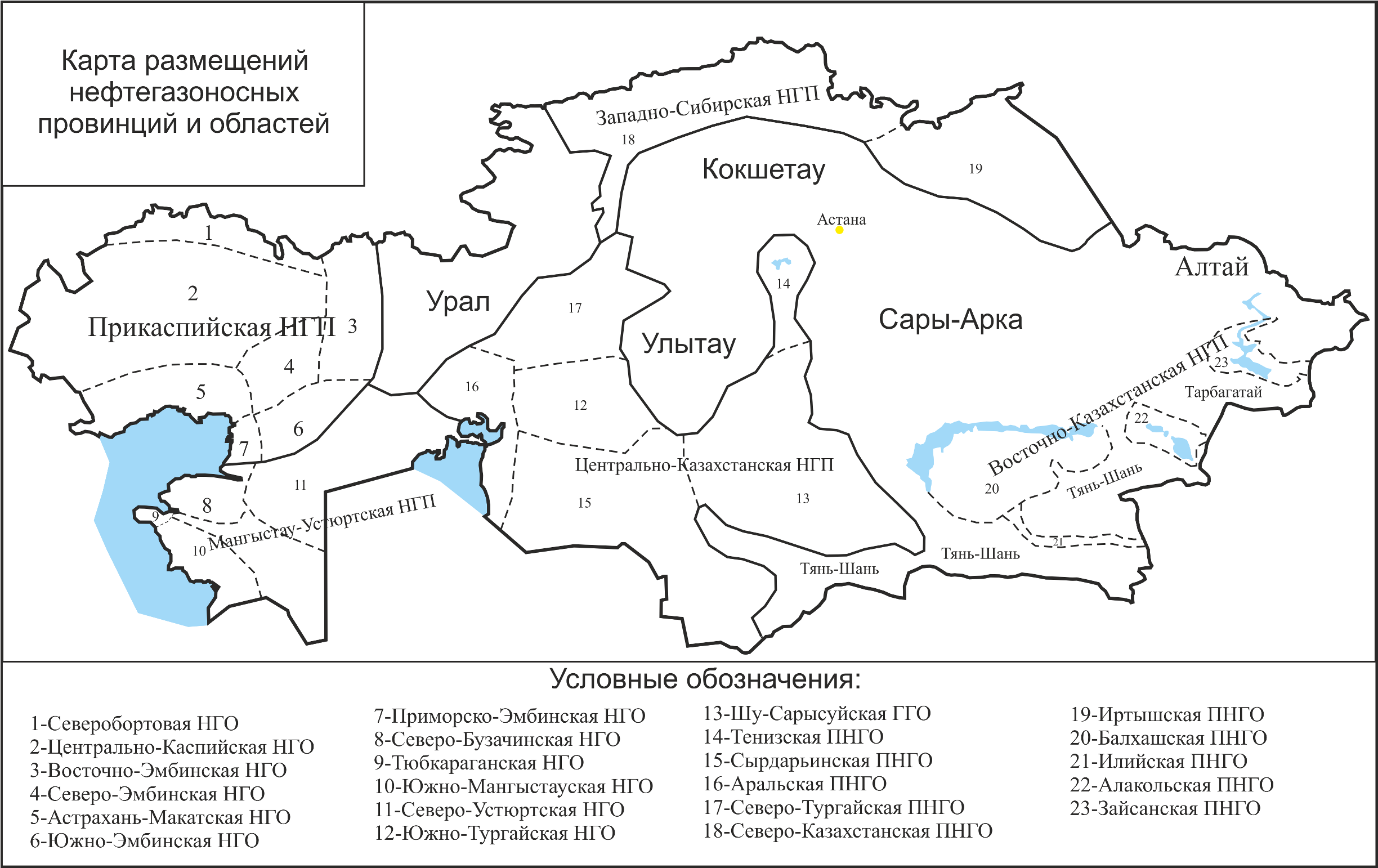

Зайсанская нефтегазоносная область в геологическом отношении связана с одноименной впадиной, расположенной основной своей частью в пределах Казахстана и частично — в пределах Китайской Народной Республики.
Она представляет собой обширную межгорную долину, ограниченную южными отрогами Алтайской горной системы и северными отрогами хребтов Тарбагатай, Манрак, Саур и Сайкан.
Хребтами Манрак и Сайкан от Зайсанской впадины обособляются Чиликтинская и Кендырлинская долины.
Зайсанская впадина ориентирована в субширотном направлении и имеет размеры 400x100 км. Из общей площади около 40 тыс. км² на территорию Казахстана приходится примерно 30 тыс. км².
Центральную часть впадины занимает озеро Зайсан, которое подпитывается рекой Черный Иртыш и многочисленными мелкими речками с окружающих горных хребтов.
Зайсанская впадина удовлетворительно изучена геофизическими исследованиями, в том числе достаточно современными сейсмическими работами периода 1982—1994 гг.
С поисковыми задачами на нефть и газ проводилось бурение скважин с глубинами от 200 м до 4859 м (Сарыбулак).